# Бурхановский, Владимир Васильевич
Бурхановский Владимир Васильевич (1775—1849) — офицер Российского императорского флота, участник Средиземноморского похода вице-адмирала Ф. Ф. Ушакова, осады Корфу, Георгиевский кавалер за 18 морских кампаний, начальник керченского адмиралтейства, полковник по адмиралтейству.

## Биография
Владимир Васильевич Бурхановский 1-й родился в 1775 году, происходил из дворян Херсонской губернии. 1 сентября 1791 года, вместе с младшими братьями Иваном Бурхановским 2-м и Фёдором Бурхановским 3-м, был определён в Черноморский Морской шляхетский корпус в Херсоне. В 1793 году произведён в гардемарины. В 1793—1795 годах проходил корабельную практику на кораблях Черноморского флота, плавал в Азовском и Чёрном морях. 1 января 1796 года, после окончания корпуса, произведён в мичманы.

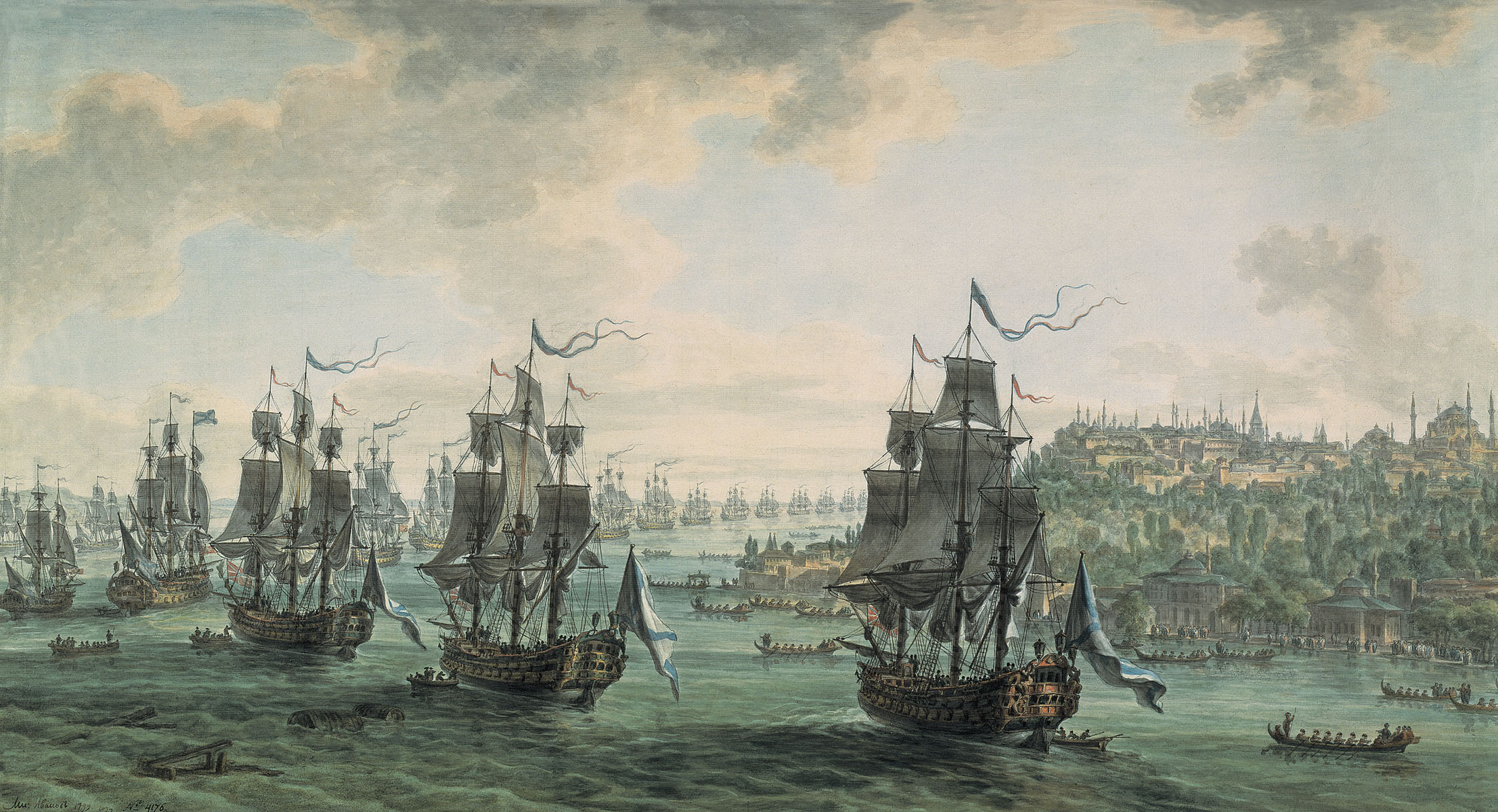
Эскадра под командованием Ф. Ф. Ушакова, идущая Константинопольским проливом Худ. М. Иванов

13 августа 1798 года на борту 50-пушечном фрегате «Святой Николай» в составе эскадры вице-адмирала Ф. Ф. Ушакова перешёл из Севастополя в Средиземное море для совместных с турецким флотом действий против французов. С 30 сентября по 1 октября 1798 года участвовал в бомбардировке и взятии крепости Капсала на острове Цериго, 13-14 октября 1798 года находился при бомбардировке и взятии острова Занте, после чего доставил пленных французов в Константинополь. С 31 октября по 2 ноября 1798 года принимал участие в бомбардировке и взятии острова Святой Мавры, с 9 ноября 1798 года — в блокаде острова Корфу, 18 февраля 1799 года — в бомбардировке острова Видо.
С 15 апреля 1799 года в составе морского отряда капитана 2-го ранга А. А. Сорокина крейсировал у южного побережья Италии. 23 апреля 1799 года участвовал во взятии Бриндизи, 1 мая — во взятии Мола-ди-Бари, 2 мая — во взятии Барии и 9 мая — при высадке в порту Манфредония десантных войск, предназначенных для наземных операций в провинции Апулия. 23 июня 1799 года возвратился на Корфу.
24 июля 1799 года на фрегате «Святой Николай» в составе эскадры вице-адмирала Ушакова вышел из Корфу для совместных с британским флотом действий против французов. 3 августа прибыл в Мессину, 19 августа в составе отряда капитана 2-го ранга А. А. Сорокина отделился от эскадры и 25 августа прибыл в Неаполь для поддержки десантного отряда капитана 2-го ранга Г. Г. Белли. С января 1800 года по просьбе неаполитанского правительства и с Высочайшего повеления фрегат «Святой Николай» находился в Неаполе. В июле 1802 года вернулся в Россию.
В 1803—1805 годах командовал двухмачтовым лансоном и занимал брандвахтенный пост в Керчи, 10 марта 1804 года Бурхановский был произведён в лейтенанты. В 1805—1809 годах командовал канонерской лодкой № 22 в Керчи. 26 ноября 1808 года «за беспорочную выслугу в офицерских чинах, 18-ти шестимесячных морских кампаний» награждён орденом Святого Георгия 4-й степени (№ 2039).
1 марта 1810 года произведён в капитан-лейтенанты и назначен начальником керченского Адмиралтейства. С 1812 года одновременно состоял Главным попечителем купеческого судоходства по Азовскому морю и командовал 8-м ластовым черноморским экипажем, составленным из чинов, которые вследствие неспособности нести службу во флотских экипажах, использовались для различного рода береговых надобностей. В 1816 году ему было изъявлено Монаршее благоволение за распорядительность по принятию мер к прекращению заразной болезни в крае.
С 1820 по 1824 год вновь состоял начальником керченского адмиралтейства. В январе 1822 года вынужден был по должности принять участие в деле по расследованию ограбления гробницы, найденной в виноградном саду Луки Евстафиевича Посполитаки в январе 1822 года, главным обвиняемый которого был морской офицер — капитан-лейтенант Неженцев, командир 7-й и 8-й «гвардионных» рот Таганрогского карантинного ластового полуэкипажа (керченский карантин в то время подчинялся таганрогскому).
В 1824 году командовал 6-м ластовым экипажем в Севастополе. 25 июля 1823 года произведён в капитаны 2-го ранга, в 1826 году вышел в отставку.
Позже вернулся на службу, был начальником морских команд в Керчи, полковником по адмиралтейству при ластовых экипажах.
Бурхановский Владимир Васильевич умер в 1849 году.